# نواة دهليزية سفلية
النواة الدهليزية السفلية هي إحدى النوى الدهليزية التي تقع بالقرب من البطين الرابع.

## روابط خارجية
- https://web.archive.org/web/20111109232230/http://www.neuroanatomy.wisc.edu/virtualbrain/BrainStem/13VNAN.html
- http://www.anatomyatlases.org/MicroscopicAnatomy/Section17/Plate17331.shtml
- صور لشريحة دماغية مصبوغة تُشمل "inferior+vestibular+nucleus" على مشروع برين مابز [الإنجليزية]‏ صور لشريحة دماغية مصبوغة تُشمل "inferior+vestibular+nucleus" على مشروع برين مابز [الإنجليزية]‏